# フランスバスケットボール連盟
フランスバスケットボール連盟（Fédération française de basket-ball、英：French Basketball Federation）は、フランスにおいてバスケットボール競技を統括する団体である。略称FFBB。

## 歴史
- 1932年 発足
- 1933年 国際バスケットボール連盟に加盟
- 1987年 リーグ・ナショナル・バスケットボール設立
- 1998年 リーグ・フェミニン・バスケットボール設立

## 主な主催大会
- フレンチカップ